# Bandera de Vallelado
La bandera de Vallelado es el símbolo más importante de Vallelado, municipio de la provincia de Segovia, comunidad autónoma de Castilla y León, en España. 

## Descripción
La bandera de Vallelado fue oficializado el 27 de enero de 1989, y su descripción heráldica es:

«Bandera cuadrada, cuartelada. Primera y segundo, rojo, con una torre amarilla, aclarada de azur. Segundo y tercer, blanco, con una cabeza de caballo con sus arreos, todo de su color. Escusón verde con una cabeza de ajo amarilla.»
Boletín Oficial de Castilla y León nº 33/1990